# Ruta Estatal de Nevada 223
La Ruta Estatal de Nevada 223, y abreviada SR 223 (en inglés: Nevada State Route 223) es una carretera estatal estadounidense ubicada en el estado de Nevada. La carretera inicia en el Oeste desde la I 80     en Wells hacia el Este en la US 93     en Wells. La carretera tiene una longitud de 3,2 km (1.989 mi).

## Mantenimiento
Al igual que las autopistas interestatales, y las rutas federales y el resto de carreteras estatales, la Ruta Estatal de Nevada 223 es administrada y mantenida por el Departamento de Transporte de Nevada por sus siglas en inglés Nevada DOT.